# Nogometni Klub Olimpija Ljubljana (1911-2004)
|  | Aquest article tracta sobre el club desaparegut NK Olimpija. Vegeu-ne altres significats a «Olimpija Ljubljana». |

El Nogometni Klub Olimpija Ljubljana fou un club de futbol eslovè de la ciutat de Ljubljana.

## Història
El club va ser fundat l'any 1911 amb el nom d'Ilirija. Després de la II Guerra Mundial adoptà el nom d'Olimpija, i destaca la seva participació en el campionat iugoslau, amb 20 temporades a la màxima categoria, 19 d'elles consecutives. Els resultats foren:
| - 1966 : 8è - 1967 : 14è - 1968 : 11è - 1969 : 12è - 1970 : 16è - 1971 : 7è - 1972 : 9è - 1973 : 16è - 1974 : 10è - 1975 : 12è | - 1976: 14è - 1977: 12è - 1978: 10è - 1979: 16è - 1980: 15è - 1981: 12è - 1982: 9è - 1983: 7è - 1984: 17è (descens) - 1989: 14è |

Guanyà les quatre primeres edicions de la lliga eslovena independent, però en acabar la temporada 2004/05 patí greus problemes econòmics, essent descendit i finalment dissolt. Després de la seva desaparició es creà un nou club anomenat NK Bežigrad, com a continuador.

### Evolució del nom
- SK Ilirija (1911–1936; fusionat amb el NK Hermes el 1912)
- SK Ljubljana (1936–1941; després de la fusió amb ASK Primorje)
- NK Enotnost (1945–1948; fundat com a fusió de ŠD Tabor i ŠD Udarnik i antics jugadors del SK Ljubljana)
- NK Odred (1948–1961)
- NK Triglav (1961–1962)
- NK Olimpija (1962–2004)

## Futbolistes destacats
- Robert Prosinečki
- Branko Oblak
- Srečko Katanec
- Džoni Novak
- Aleš Čeh
- Nihad Pejković
- Milan Osterc
- Mladen Rudonja
- Ermin Šiljak
- Sebastjan Cimirotič
- Miran Pavlin
- Marko Simeunovič
- Milenko Ačimovič
- Anton Žlogar
- Alen Škoro

## Palmarès
- Lliga eslovena de futbol (4):
  - 1992, 1993, 1994, 1995
- Copa eslovena de futbol (4):
  - 1992/93, 1995/96, 1999/00, 2002/03